# Turnul cu ceas din Botevgrad
Turnul cu ceas din Botevgrad, construit în 1866, este unul din simbolurile orașului și unul din cele 100 de situri turistice ale Bulgariei⁠(d). Clopotele ceasului sună la fiecare oră fixă, numărul de bătăi corespunzând orei.

## Istorie

Turnul este reprezentat pe stema orașului Botevgrad

Construcția turnului a fost parte a unui proiect de construcții pe scară largă în 1866, cu ocazia recunoașterii satului Samundjievo ca oraș și centru raional, la propunerea lui Midhat Paşa⁠(d). Arhitectul general a fost Vuno Markov⁠(d) din Vraceș. Mecanismul ceasului a fost realizat de fierarul Gencho Nakov, locuitor al orașului, iar clopotul a fost confecționat de maistrul Lazar Dimitrov din Bansko.
Inițial, partea de sus a turnului era decorată cu o „căsuță de lemn” și o figurină turcească, care la oră fixă ieșea din căsuță și se „închina”. După obținerea independenței⁠(d) față de Imperiul Otoman, simbolul turcesc a fost dat jos și incendiat.
În 1924, lângă turn a fost construit un centru comunitar. După o jumătate de secol, centrul comunitar a fost demolat, conform planului de restaurare a turnului, iar in locul său a fost plantat un arbore de duglas (Pseudotsuga). Copacul a crescut aproape până la înălțimea turnului și este, tradițional, decorat de Crăciun. Fiind amplasat destul de aproape de turn, arborele, în opinia unor specialiști, amenință cu rădăcinile sale structura clădirii.
De-a lungul timpului, monumentul de arhitectură a suferit o mulțime de construcții, reparații, măsuri de conservare și restaurare, menite să conserve aspectul clădirii și stilul caracteristic epocii renașterii bulgare.
Turnul este unul dintre cele 100 de situri turistice ale Bulgariei⁠(d). Ștampila pentru acest obiect se află în muzeul de istorie.

## Descriere

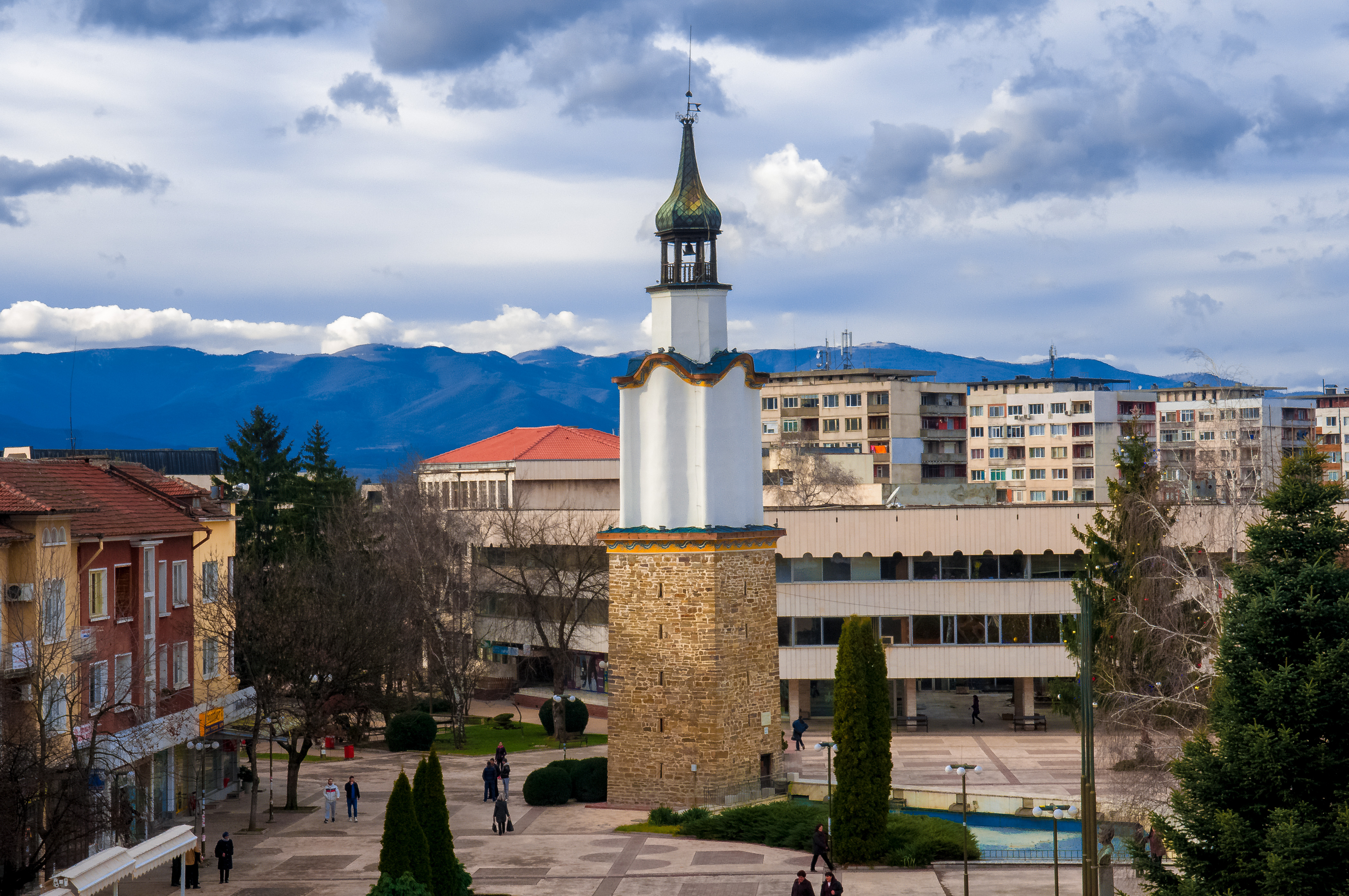
Vedere generală asupra turnului și scuarului

Turnul cu ceas este unul dintre puținele monumente de arhitectură ale Botevgradului care datează din anii renașterii bulgare (începutul secolului al XX-lea). Este situat în centrul orașului și închide perspectivele tuturor străzilor care duc spre el.

### Arhitectură
Înălțimea turnului este de 30 m, astfel acesta este cel mai înalt turn cu ceas din Bulgaria. Caracteristici distinctive sunt elementele baroc și frescele albastre care decorează cornișele ondulate. Arhitectura amintește de casele din Plovdiv și Koprivștița, cu unele elemente orientale. Partea de jos a turnului, în formă de pătrat, este zidită din piatră și are o înălțime de 11 m. O ușă conduce în interior, către scările din interior. Partea de sus este reprezentată de două prisme hexagonale: cea inferioară cu laturi ondulate, cea superioară cu laturi drepte și cu bază mai mică. În cea din urmă este montat ceasul.
La construcție au fost folosite pietre de la carierele de lângă Bojenița și lemn din zona Vraceș. În 1870, pe vârful turnului a fost instalată o giruetă.

### Ceasul
De la baza turnului până la mecanismul ceasului conduc niște scări de lemn, construite în spirală.
Mecanismul original al ceasului a fost confecționat de Gencho Nakov „Kantardjiata” și este expus la Muzeul de Istorie din Botevgrad. Mecanismul curent a fost făcut de unul din meșterii muzeului Etara⁠(d). Ceasul bate la oră fixă, anunțând ora prin numărul de bătăi de clopot. Bătaia clopotelor se aude la o distanță de 3 km.

## Galerie de imagini

### Exterior

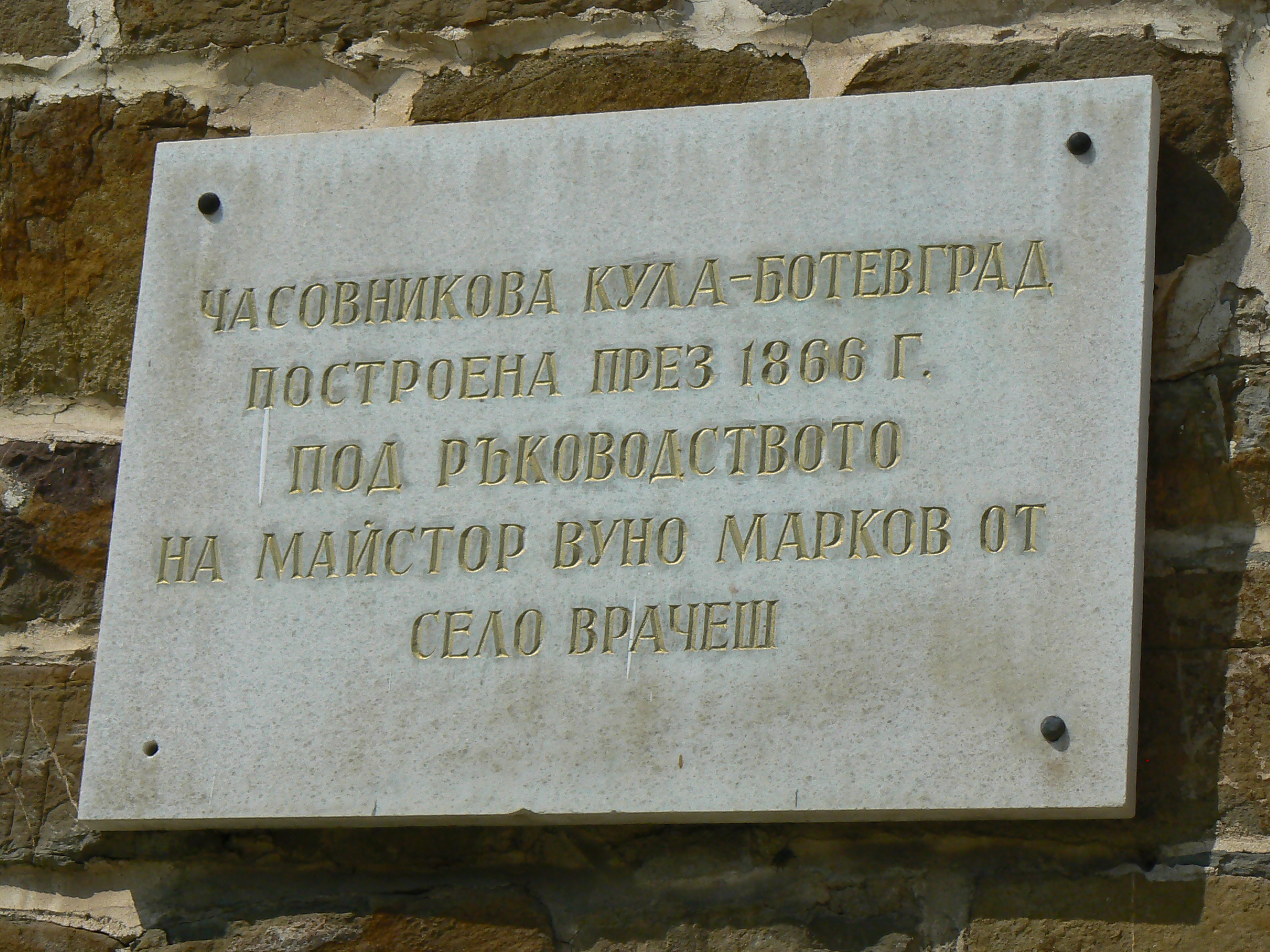
Placă cu date istorice
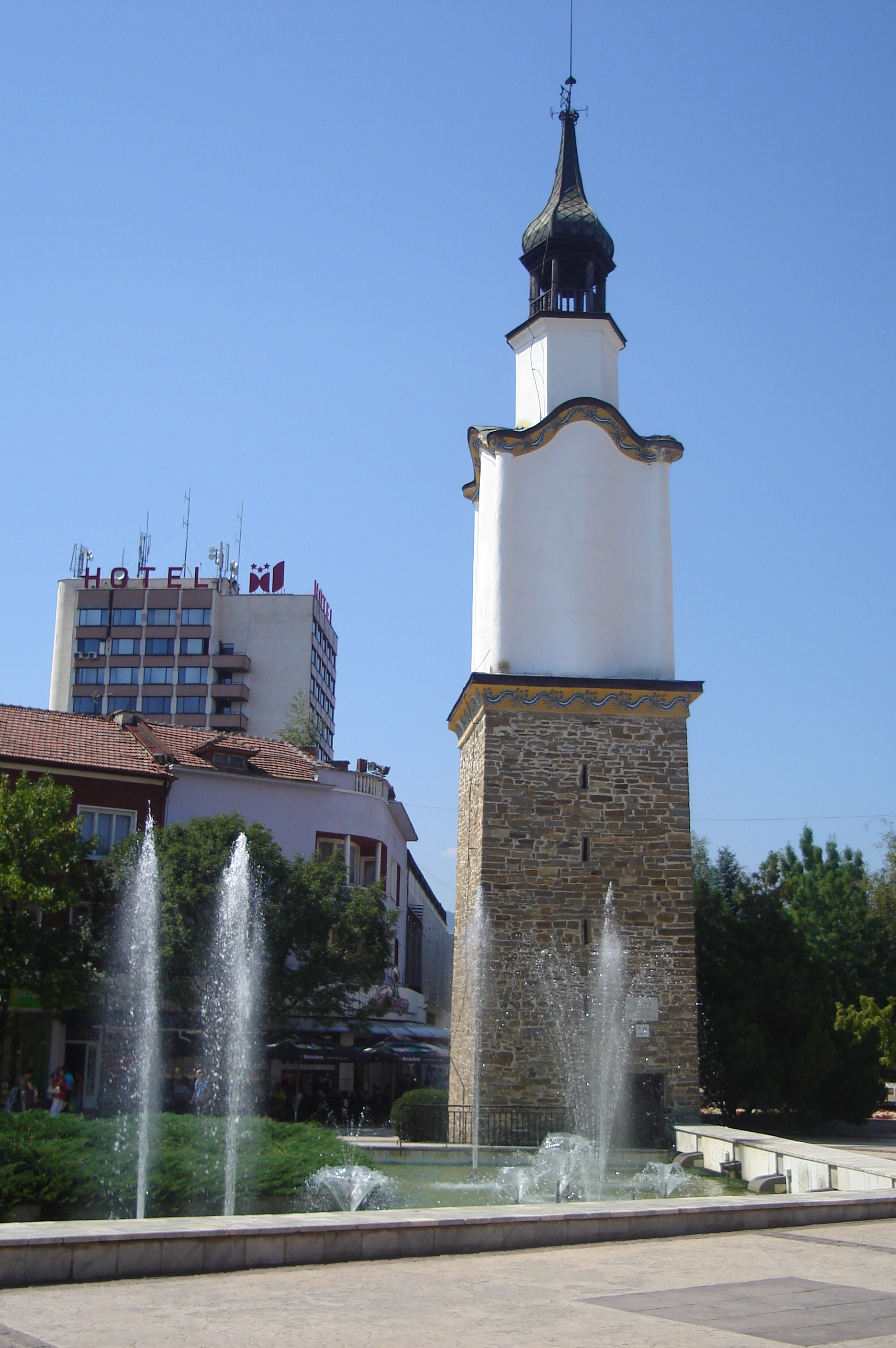
Havuzul amenajat lângă turn
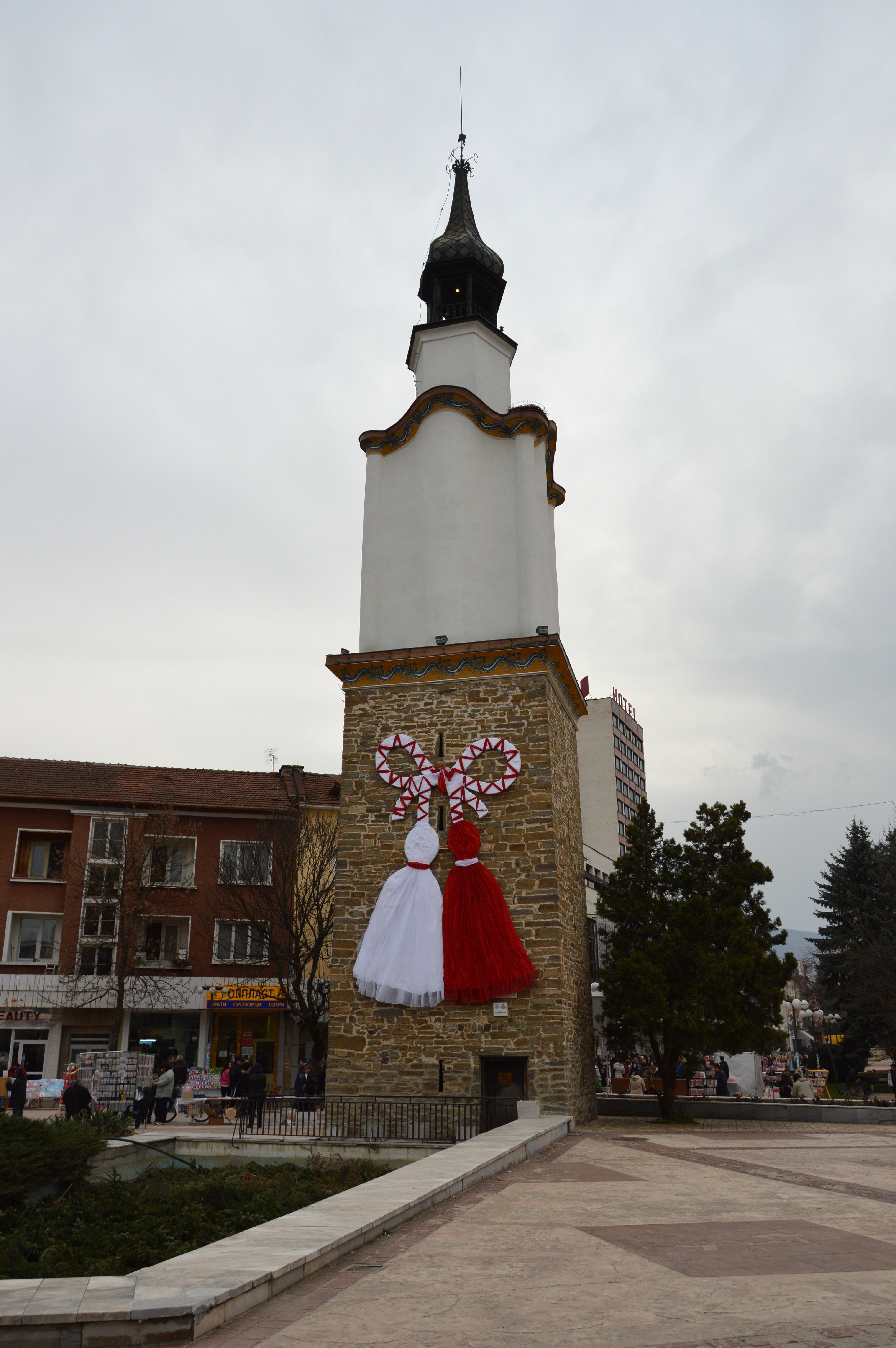
Turnul decorat cu un mărțișor
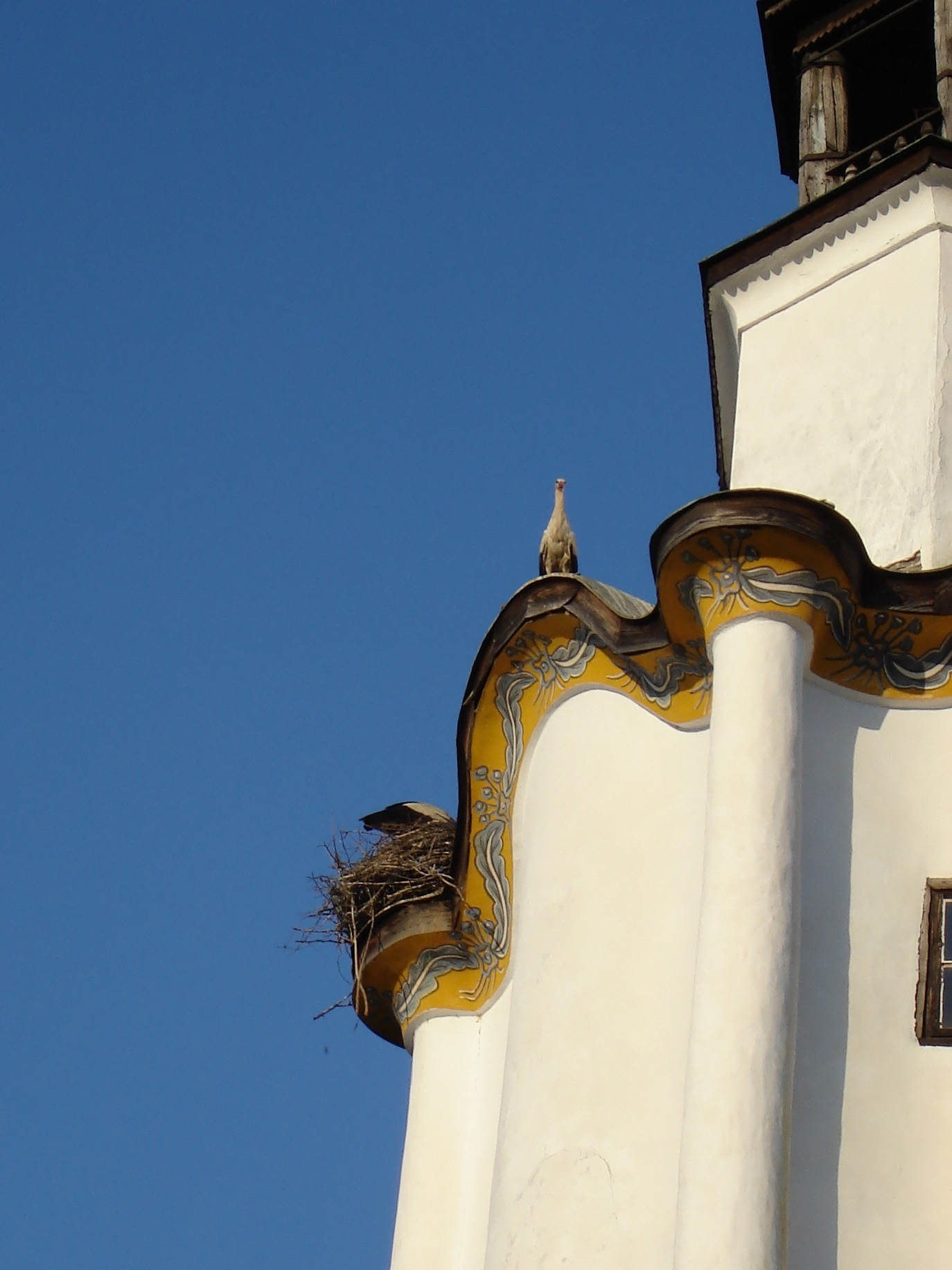
Ciub de cocostârc pe una din cornișele ondulate

### Interior

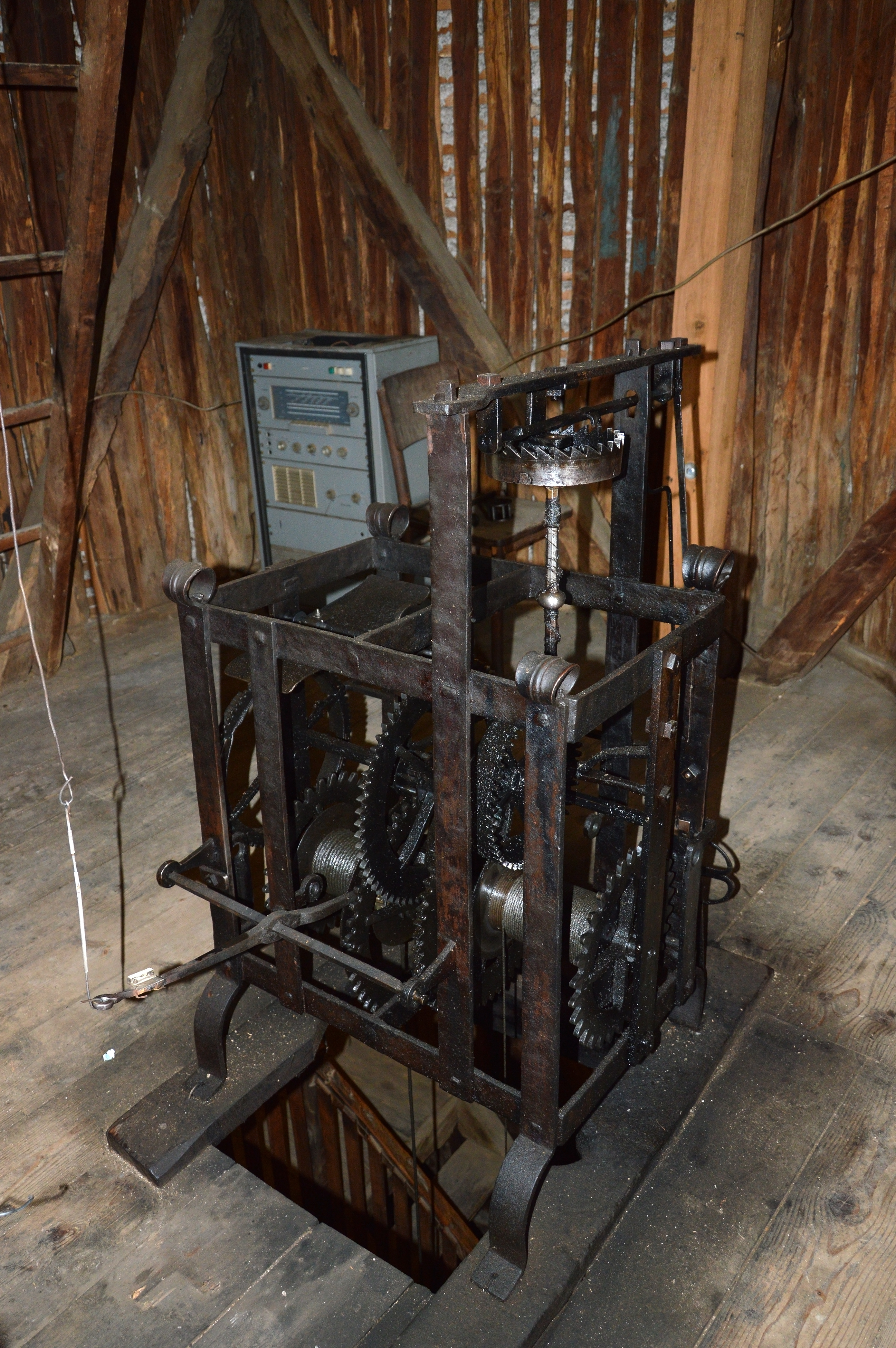
Mecanismul ceasornicului
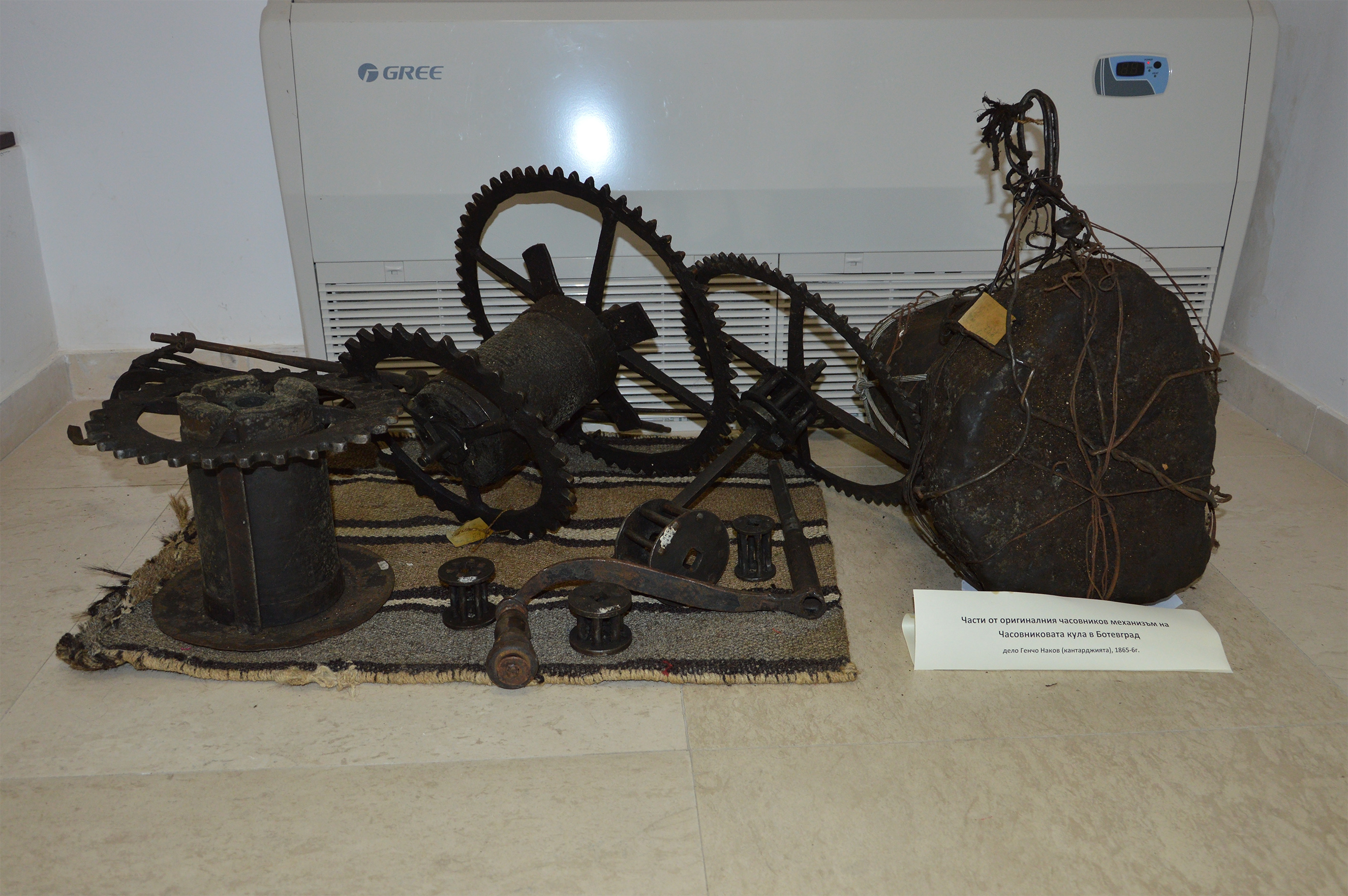
Mecanismul vechi, expus la muzeul din oraș
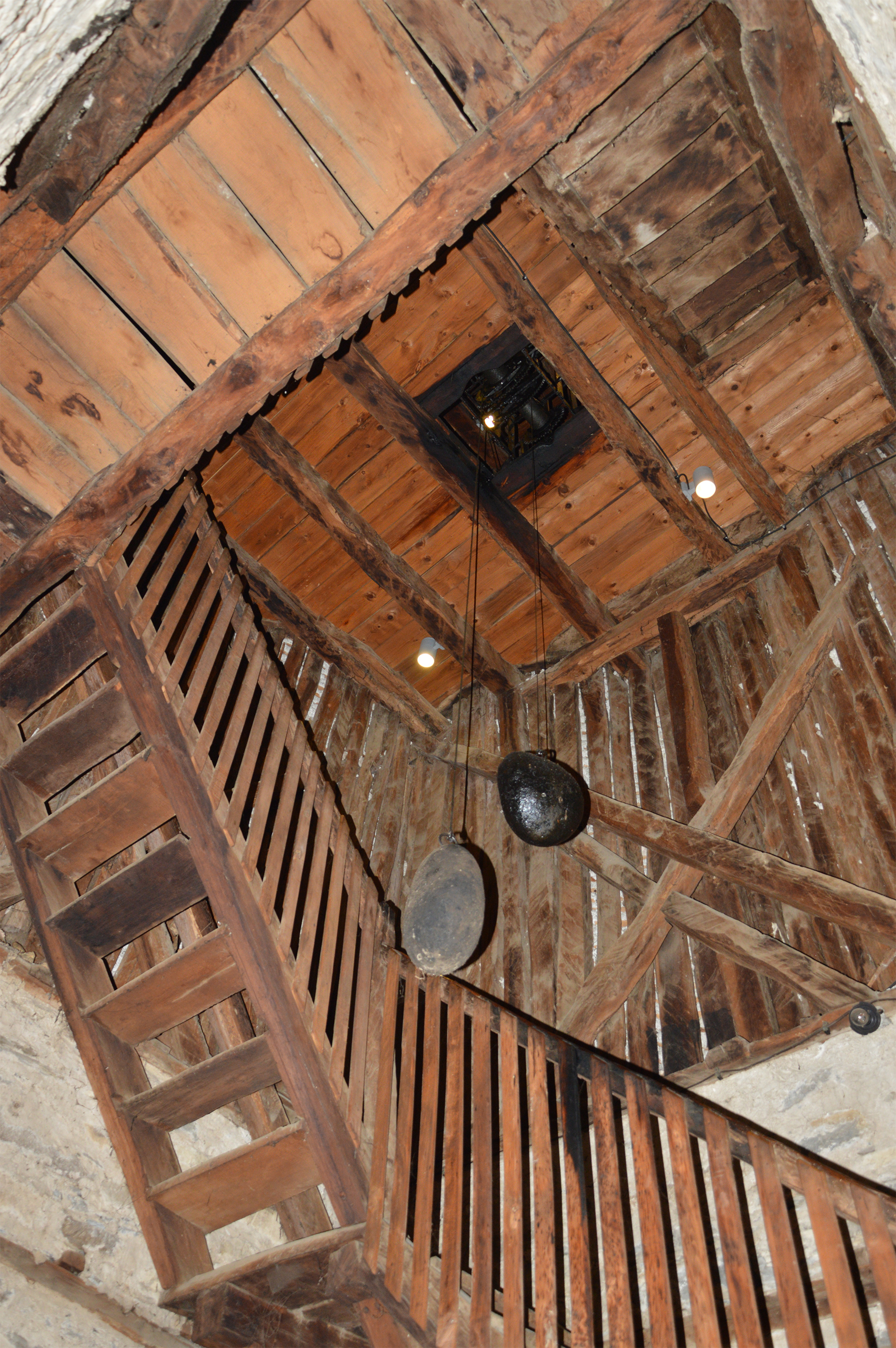
Scara și greutățile pentru ceas
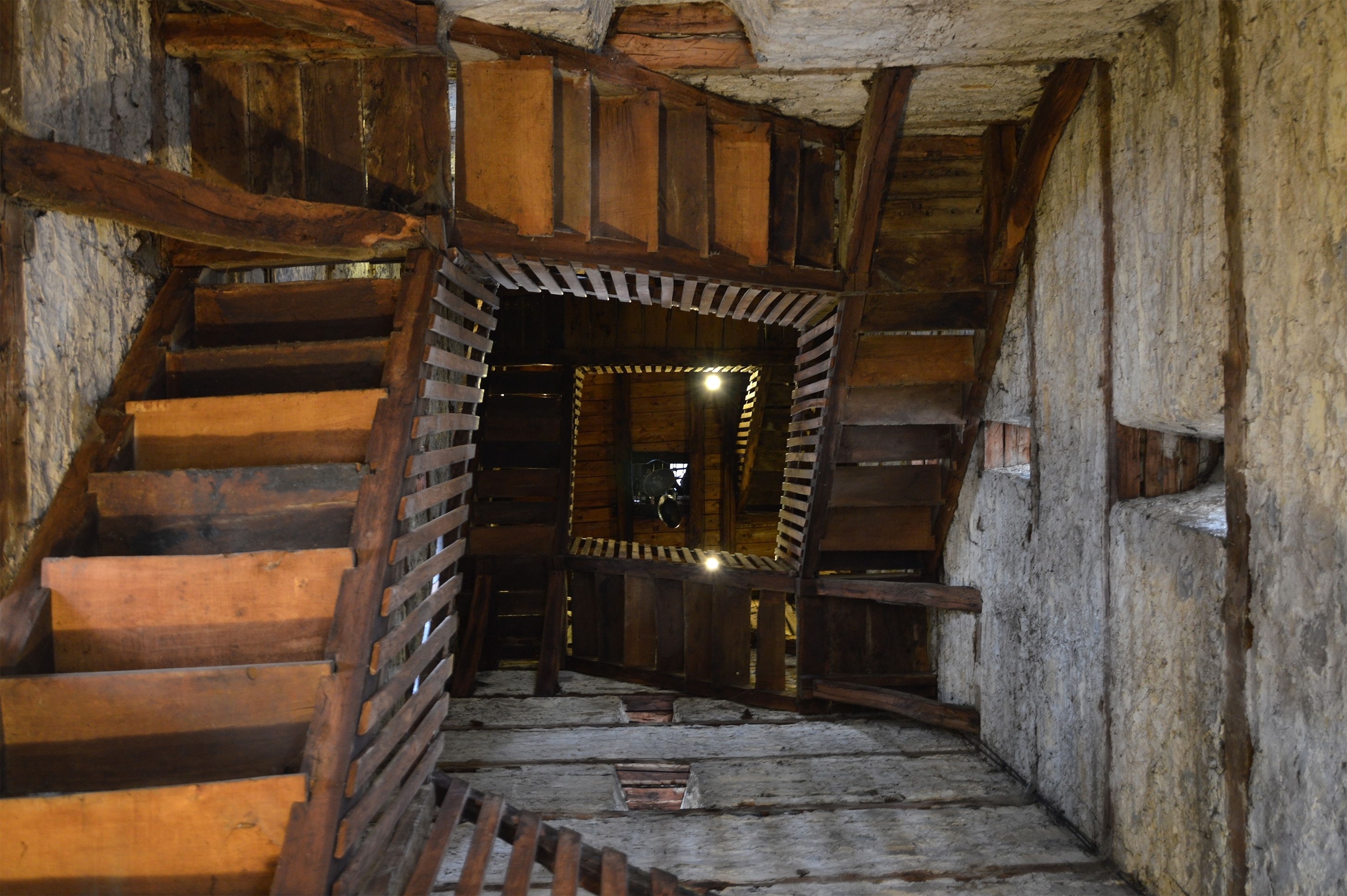
Scara, fotografiată de jos